# Jitka Ourednik

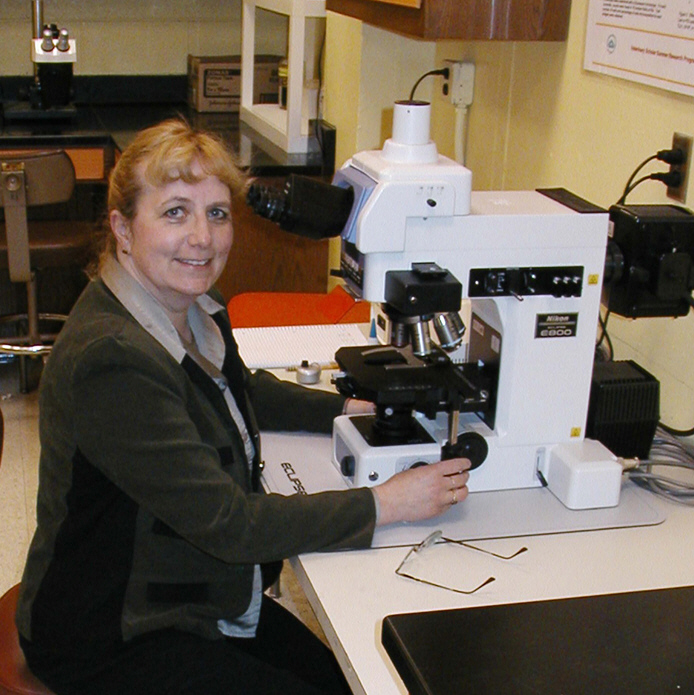
Jitka Ourednik im Labor für Entwicklungs- und regenerative Neurowissenschaften, Harvard Medical School, 2002

Jitka Ourednik, geborene Hanzíková (* 19. April 1955 in Prag) ist eine tschechische Naturwissenschaftlerin. Sie lebt in der Schweiz.

## Werdegang
Ourednik ist Tochter des tschechischen Bildhauers Stanislav Hanzík. Sie hat in Prag an der Karls-Universität Neurowissenschaften studiert und schloss ihr Doktorat an der Tschechoslowakischen Akademie der Wissenschaften ab. Ihre Arbeit trug maßgeblich zur Beantwortung wichtiger Fragen zu Entwicklung und Regeneration des Nervensystems bei. Ihren ersten Postdoc-Aufenthalt absolvierte sie an der Universität Lausanne. Mit ihrem Ehemann und wissenschaftlichen Mitarbeiter Václav Ourednik wirkte sie drei Jahrzehnte an Universitäten und Instituten wie der Harvard-Universität und der ETH Zürich. Zusammen mit ihrem Mann publizierte sie in den Fachzeitschriften Science, Nature und PNAS (Proceedings of the National Academy of Sciences, USA). Die wissenschaftlichen Beiträge handeln von der Entwicklung und Regeneration des Zentralnervensystems (ZNS) und dem Entwickeln von innovativen Therapiemethoden bei Verletzungen und degenerativen Erkrankungen von Rückenmark und Gehirn.
Zusammen gründeten die beiden Naturforscher im Internationalen Astronomiejahr 2009 das Alpine Astrovillage, ein Zentrum für Astrofotografie und Himmelsbeobachtung. Es befindet sich in den östlichen Schweizer Alpen, im UNESCO Biosphären Reservat Val Müstair-Schweizer Nationalpark. Für ihre wissenschaftliche, edukative und popularisierende Tätigkeit erhielt Jitka Ourednik eine Reihe von Anerkennungen. Sie organisierte wissenschaftliche Kongresse und war Vorsitzende bei Vortrags-Kolloquien im In- und Ausland. Ihre neurobiologische Forschungsarbeit bezog sich auf die Induktion von damals unbekannten regenerativen Fähigkeiten des ZNS in Verbindung mit Transplantation von embryonalem neuralen Gewebe und von neuralen Stammzellen. 2005 wurde das Forscherpaar eingeladen, ihre Forschungsresultate und Ideen am Nobel-Forum für junge Wissenschaftler am Karolinska-Institut in Stockholm vorzutragen. Seit 2009 widmen sie sich ausschließlich ihrer populärwissenschaftlich-edukativen Tätigkeit und dem Leiten ihres AAV-Zentrums. Für ihre jahrelange und international anerkannte Tätigkeit als gebürtige im Ausland lebende Tschechin wurde Jitka Ourednik zweimal von der tschechischen Botschaft in der Schweiz als Kandidatin für den Preis Gratias Agit vorgeschlagen.

## Wissenschaftliche Tätigkeit: Entwicklungs- und regenerative Neurowissenschaften, ausgewählte Literatur
Quelle:US National Library of Medicine of the National Institutes of Health, PubMed
- (Englisch) „Do foetal neural grafts induce repair by the injured juvenile neocortex?“ 1993, Neuroreport, 1993
- (Englisch) Segregation of human neural stem cells in the developing primate forebrain. In: Science. Band 293, Nummer 5536, September 2001, S. 1820–1824, doi:10.1126/science.1060580, PMID 11474066.
- (Englisch) Neural stem cells display an inherent mechanism for rescuing dysfunctional neurons. In: Nature Biotechnology. Band 20, Nummer 11, November 2002, S. 1103–1110, doi:10.1038/nbt750, PMID 12379867.
- (Englisch) Functional recovery following traumatic spinal cord injury mediated by a unique polymer scaffold seeded with neural stem cells. In: Proceedings of the National Academy of Sciences. Band 99, Nummer 5, März 2002, S. 3024–3029, doi:10.1073/pnas.052678899, PMID 11867737, PMC 122466 (freier Volltext).
- (Englisch) Graft/host relationships in the developing and regenerating CNS of mammals. In: Annals of the New York Academy of Sciences. Band 1049, Mai 2005, S. 172–184, doi:10.1196/annals.1334.016, PMID 15965116 (Review).
- (Englisch) Grafted neural stem cells shield the host environment from oxidative stress. In: Annals of the New York Academy of Sciences. Band 1049, Mai 2005, S. 185–188, doi:10.1196/annals.1334.017, PMID 15965117 (Review).
- (Englisch) Stem cell biology: development and plasticity, New York Academy of Sciences, 2005, ISBN 978-1-57331-533-3
- (Englisch) Behavioral improvement in a primate Parkinson’s model is associated with multiple homeostatic effects of human neural stem cells. In: Proceedings of the National Academy of Sciences. Band 104, Nummer 29, Juli 2007, S. 12175–12180, doi:10.1073/pnas.0704091104, PMID 17586681, PMC 1896134 (freier Volltext).
- (Englisch) Cross-talk between stem cells and the dysfunctional brain is facilitated by manipulating the niche: evidence from an adhesion molecule. In: Stem cells. Band 27, Nummer 11, November 2009, S. 2846–2856, doi:10.1002/stem.227, PMID 19785036.

## Populärwissenschaftliche Tätigkeit: Astrofotografie
- (Deutsch) (Englisch) Homepage des Astrofotografie-Zentrums Alpine Astrovillage
- (Deutsch) (Englisch) (Französisch) (Tschechisch) Caelus Verlag assoziiert mit dem AAV Zentrum. Gibt populärwissenschaftliche Bücher, Hörspiele und andere Publikationen über die Astronomie und Astrofotografie heraus

## Medien: ausgesuchte Beiträge
- (Tschechisch) „Od neuronů ke hvězdám“ („Von Neurons zu den Sternen“) Interview mit Jitka Ourednik von Martin Uhlíř im Magazin „Respekt“
- (Deutsch) „Das Alpine Astrovillage – ein Astrofotografie-Zentrum in den Schweizer Alpen“ Filmbeitrag des deutschen Fernsehens Bayerischer Rundfunk
- (Deutsch) „Starparade: Vom Hirn zum Gestirn“ Beitrag von Marcel Huwyler in der Zeitschrift Schweizer Illustrierte über das Astrofotografie-Zentrum Alpine Astrovillage Lü-Stailas und über Dres. Jitka und Vaclav Ourednik
- (Englisch) „Unique Telescope Facility Opens In Swiss Biosphere“ Beitrag über das Astrofotografie-Zentrum AAV Lü-Stailas in der Zeitschrift über Weltall und Astronomie Universe Today (online)